# Nikita Nesterenko
Nikita Nesterenko (Brooklyn, Nueva York, 10 de septiembre de 2001) es un jugador profesional estadounidense de hockey sobre hielo que se desempeña en la posición de centro en Anaheim Ducks, equipo de la National Hockey League (NHL).

## Carrera
Fue seleccionado en la sexta ronda en la NHL Entry Draft de 2019. En 2022 hizo su debut profesional con el equipo Anaheim Ducks, donde lleva jugando una temporada.